# Khushwant Singh
Pour les articles homonymes, voir Singh.
Khushwant Singh, né le 2 février 1915 à Hadali (Raj britannique) et mort le 20 mars 2014 à New Delhi (Inde), est un écrivain, journaliste, avocat, homme politique et diplomate indien.
Auteur prolifique, il a signé une centaine d'ouvrages, romans et nouvelles, et publié de nombreux articles de presse. Il est l’écrivain indien de langue anglaise le plus célèbre dans le monde et le plus controversé dans son pays.

## Biographie

### Enfance et formation
Khushwant Singh est né le 2 février 1915 dans une famille sikh à Hadali, dans la province du Pendjab (Pakistan). Fils de l'entrepreneur indien Sobha Singh (en), sa langue maternelle est le pendjabi.
Il suit des études de droit à Delhi, Lahore et Londres puis exerce comme avocat à Lahore.

### Journaliste et écrivain
Contraint de quitter sa région natale en 1947 comme des millions d'autres Sikhs, il s'installe à Delhi. Il abandonne alors le droit pour se consacrer à l'écriture sous différentes formes. A la fois journaliste, essayiste, historien et romancier, il est l'auteur d'une œuvre riche et variée avec une centaine d'ouvrages à son crédit.
On lui doit notamment plusieurs ouvrages sur l'histoire de la communauté sikhe ainsi que des ouvrages sur la période coloniale.
En 1956, il publie Train to Pakistan (en), un ouvrage consacré à la tragédie de la Partition de l'Inde, inspiré de sa propre expérience. 
Il écrit notamment sur l'intolérance qui se manifeste fréquemment de façon violente dans son pays. 
En 1969, il devient rédacteur en chef du magazine The Illustrated Weekly of India (en) puis, plus tard, du quotidien anglophone The Hindustan Times.
En 2002, il publie son autobiographie : Truth, Love & a Little Malice (en).

### Carrière politique et diplomatique
Au-delà de sa carrière de journaliste, Khushwant Singh s'engage activement dans les évènements politiques de l'Inde, comme diplomate et membre de la Rajya Sabha, la chambre haute du Parlement de l'Inde.
En 1947, il rejoint l'Indian Foreign Service (en), le corps diplomatique indien, et voyage dans ce cadre à Londres, Ottawa et Paris.
Il meurt à New Delhi en 2014, à l’âge de 99 ans. Il est le père d'un fils, Rahul, et d'une fille, Mala. L'actrice Tisca Chopra est sa petite-nièce.

## Publications

### Livres
- The Mark of Vishnu and Other Stories, 1950
- The History of Sikhs, 1953
- Train to Pakistan, 1956
- The Voice of God and Other Stories, 1957
- I Shall Not Hear the Nightingale, 1959
- The Sikhs Today, 1959
- The Fall of the Kingdom of the Punjab, 1962
- A History of the Sikhs, 1963
- Ranjit Singh: The Maharajah of the Punjab, 1963
- Ghadar 1915: India's first armed revolution, 1966
- A History of the Sikhs, 1966 (2e édition)
- A Bride for the Sahib and Other Stories, 1967
- Black Jasmine, 1971
- Tragedy of Punjab, 1984
- Delhi: A Novel, 1990
- Sex, Scotch and Scholarship: Selected Writings, 1992
- Not a Nice Man to Know: The Best of Khushwant Singh, 1993
- We Indians, 1993
- Women and Men in My Life, 1995
- Uncertain Liaisons; Sex, Strife and Togetherness in Urban India, 1995
- Declaring Love in Four Languages, par Khushwant Singh et Sharda Kaushik, 1997
- The Company of Women, 1999
- Truth, Love and a Little Malice, 2002 (autobiographie)
- With Malice towards One and All
- The End of India, 2003
- Burial at the Sea, 2004
- Paradise and Other Stories, 2004
- A History of the Sikhs: 1469-1838, 2004
- Death at My Doorstep, 2005
- A History of the Sikhs: 1839-2004, 2005
- The Illustrated History of the Sikhs, 2006
- Why I Supported the Emergency: Essays and Profiles, 2009
- The Sunset Club, 2010
- Agnostic Khushwant Singh, There is no GOD, 2012
- The Good, the Bad and the Ridiculous, 2013 (co-écrit avec Humra Qureshi)

### Recueils de romans
- The Mark of Vishnu and Other Stories London, Saturn Press, 1950
- The Voice of God and Other Stories Bombay, Jaico, 1957
- A Bride for the Sahib and Other Stories New Delhi, Hind, 1967
- Black Jasmine Bombay, Jaico, 1971
- The Collected Stories N.p., Ravi Dayal, 1989
- The Portrait of a Lady
- The Strain
- Success Mantra
- A Love Affair In London
- ना काहू से दोस्‍ती ना काहू से बैर

### Jeu télévisé
- Third World — Free Press, documentaire télévisé (présentateur), 1982 (Royaume-Uni)[pas clair]

### Livres traduits en français
- Une épouse pour le Sahib : récits [« A bride for the sahib and other stories »]  (trad. de l'anglais par Jacques Pimpaneau), Éditions Philippe Picquier, 2001, 176 p. (ISBN 978-2-87730-522-8)
- Delhi  (trad. de l'anglais par Marielle Morin), Éditions Philippe Picquier, 2003, 448 p. (ISBN 9782877306409)
- Je n'entendrai pas le rossignol [« I Shall Not Hear the Nightingale »]  (trad. de l'anglais par Jacques Pimpaneau), Éditions Philippe Picquier, 2004, 296 p. (ISBN 978-2-87730-732-1)